# Kmenová buňka
Kmenové buňky jsou nediferencované živočišné buňky, které mají schopnost se dělit (proliferovat) a přeměnit se na jiný buněčný typ (diferencovat). Tato schopnost umožňuje tělu vytvořit nové buňky, a tím opravit poškozené části těla (poškozené orgány tvořené buňkami, které se dělit nemohou). Kmenové buňky se dokáží dělit tím způsobem, že vytvářejí více kmenových buněk; objeveny jsou u mnohobuněčných organismů.
U savců se nacházejí dva typy kmenových buněk:
- embryonální kmenové buňky, které jsou oddělené od vnitřní masy buněk (ICM) v blastocystě
- dospělé kmenové buňky, které se nacházejí v tkáních dospělých organismů.

Kmenové buňky a prekurzorové buňky se v dospělém organismu začleňují do mechanismů opravy těla, doplňují přerušené tkáně. Při vývoji embrya se kmenové buňky mohou diferencovat na různé specializované buňky, ať se jedná o ektoderm, endoderm či mesoderm. Zároveň se mohou integrovat do soustav podílejících se na regeneraci, do krve, buněk pokožky nebo střevní tkáně.
Dospělé kmenové buňky jsou využívány v mnoha lékařských terapiích a metodách léčby (např. při transplantaci kostní dřeně). Výzkum zabývající se kmenovými buňkami těží především z původních poznatků Ernesta A. McCullocha a Jamese E. Tilla z období po roce 1960 (Torontská univerzita). Slibnými metodami budoucí lékařské terapie jsou embryonální buněčná linie (např. na podobném principu jako HeLa), autogenické embryonální kmenové buňky generované přenosem jádra somatických buněk (SCNT, somatic-cell nuclear transfer) a proces podstatou opačný buněčné diferenciaci. V současnosti se kmenové buňky laboratorně kultivují a diferencují v různé typy tkání (nervová tkáň, svalová tkáň aj.) Provádí se i klinické ověřování.

## Historie výzkumu

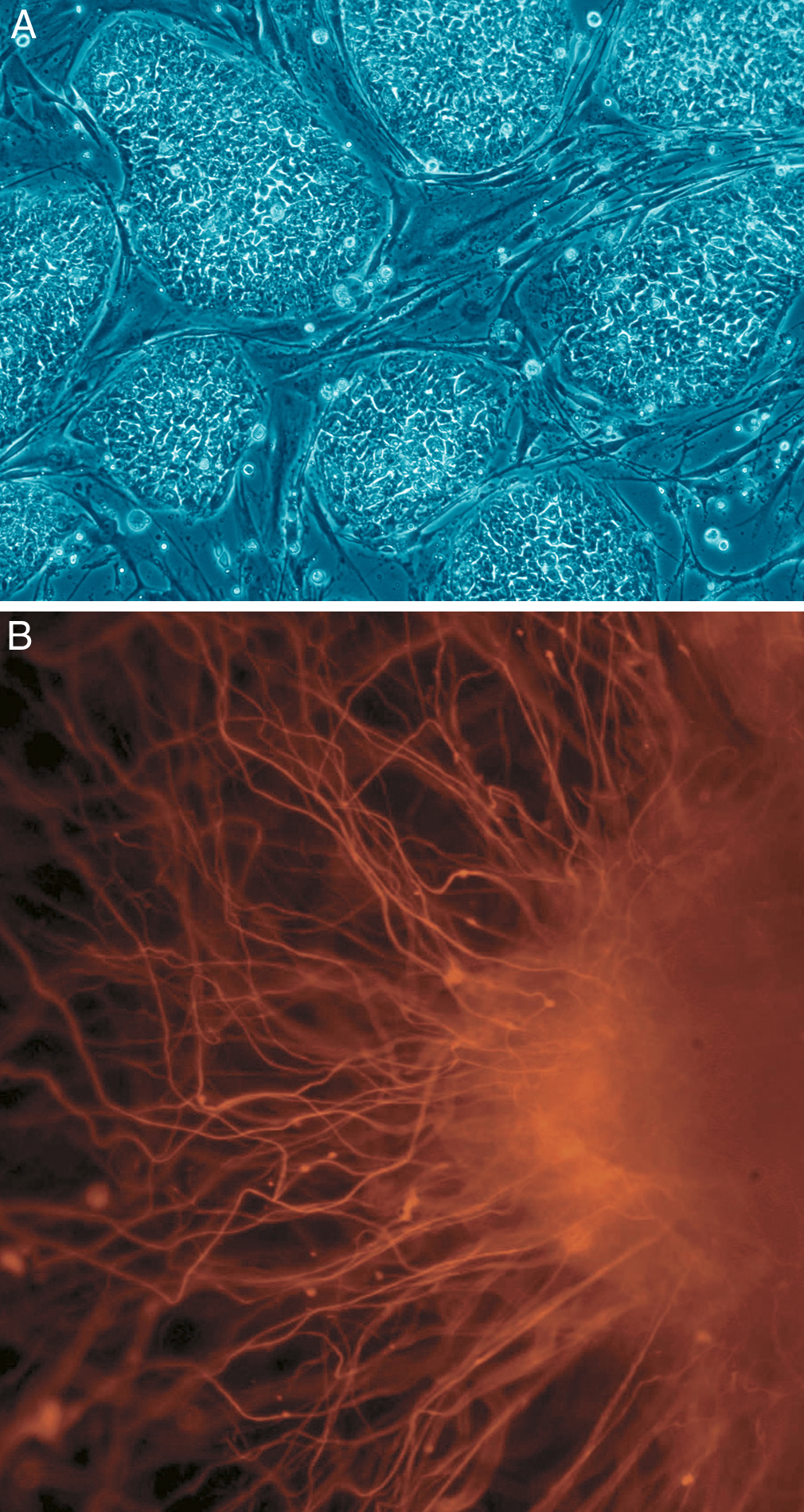
Lidské embryonální kmenové buňky A: kolonie kmenových buněk, které nejsou diferenciovány (nemají přidělenou funkci); B: nervová buňka, kmenová buňka po proběhlé diferenciaci.

- 1973 – profesor Martin Evans a jeho tým izoloval kmenové buňky z myší.
- 1981 – Gail Martinová poprvé použila termín kmenové buňky (stem cells).
- 1995 – američtí vědci (Wisconsin, USA) získali jako první embryonální kmenové buňky z makaků.
- 1998 – Thomson a jeho tým izolovali lidské embryonální kmenové buňky
- 2001 – legalizace klonování lidských embryí pro získávání kmenových buněk ve Velké Británii (jako první země), ale blastocysty se musí zničit do věku 14 dní.
- 2003 – v Británii založena UK Stem Cell Bank – první evropská banka kmenových buněk. Linie embryonálních kmenových buněk jsou uchovávány zmrazené v tekutém dusíku.
- 2003 – vědci (londýnská King College) vytvořili první linii lidských embryonálních kmenových buněk.
- 2003 – britský vědec, profesor Cardiffské univerzity Martin Evans dostal za výzkum kmenových buněk titul sir.[1]
- 2004 – jihokorejští vědci naklonovali 30 lidských embryí, nechali je dorůst do stadia blastocysty a získali z nich klonové buňky.[1]
- 20. října 2005 – v jihokorejském Soulu byla otevřena banka kmenových buněk pro vytváření a dodávání nových linií kmenových buněk. Banka má také umožnit expertům obcházet omezení ve výzkumu kmenových buněk, která některé vlády zavedly (např. USA). Jižní Korea si nehodlá nové linie kmenových buněk nechat patentovat.

## Vlastnosti
- Totipotentní – totipotentní schopnost buňky = totipotence = mohou se přeměnit na jakýkoliv jiný typ buněk včetně totipotentní buňky bez omezení. Zygota vzniklá splynutím vajíčka a spermie je totipotentní[2][3], stejně jako buňky vzniklé jejím prvním dělením.
- Pluripotentní – pluripotence = jsou to potomci totipotentních buněk a mohou produkovat jakékoliv jiné buňky kromě buňky totipotentní.
- Multipotentní – multipotence = mohou produkovat pouze buňky příbuzné danému typu buňky (např. krevní buňky…).
- Progenitor (někdy zvané unipotentní) – mohou produkovat pouze jediný typ buněk, ale mají schopnost se plně samy obnovit – tak se liší od buněk, které nejsou kmenové.

Při množení kmenových buněk (proliferaci) se uplatňují tři způsoby dělení:
- Symetricky – vznikají dvě identické buňky s vlastnostmi kmenových buněk, dochází tedy k množení jejich populace.
- Asymetricky – jedna buňka si zachovává původní fenotyp, druhá je již jiná (diferenciovaná).
- Diferenciační – obě nově vzniklé buňky mají nový fenotyp, jsou dalším stupněm v dané diferenciační linii. Buňky v populaci kmenových buněk se „rozhodují“ náhodně, která dá vzniku dvěma diferenciovaným buňkám, a která dvěma kmenovým buňkám (symetrické dělení).[4]

### Identifikace
V podstatě jsou kmenové buňky rozpoznávány podle toho, zda dokáží regenerovat tkáně. Například určující test u kostní dřeně nebo u hematopoetických kmenových buněk (HSCs) je takový, že je možná transplantace buněk a regenerace jedince bez přítomných HSCs. Tento jev demonstruje, jak kmenové buňky mohou produkovat nové buňky krve v dlouhém časovém rozmezí. Měl by také fungovat mechanismus izolace kmenových buněk od jedince, kterému byly transplantovány k následné transplantaci těchto izolovaných buněk dalšímu jedinci bez HSCs, demonstrující to, že kmenové buňky jsou schopny vlastního udržování a obnovy.
Tyto vlastnosti se dají demonstrovat in vitro, při metodě, ve které jsou jednotlivé buňky posuzovány v rozsahu jejich míry diferenciace a rychlosti obnovy. Izolace kmenových buněk je také možná podle určení distinktivních specifických povrchových znaků odlišující kmenové buňky od ostatních, nicméně se buňky chovají dle určujících podmínek okolního prostředí in vitro. Samotné buňky in vivo se chovají velmi podobně. Probíhá debata o tom, zda lze považovat některé kolonie dospělých kmenových buněk stále ještě za modelové kmenové buňky.

## Výskyt v těle
Jsou tři obecně dostupné zdroje dospělých kmenových buněk (s možností autogenické transplantace) v lidském organismu:
1. kostní dřeň – k extrakci je nutné vyvrtat otvor do kompaktní kostní tkáně (typicky do stehenní kosti nebo crista iliaca u pánevní kosti);
2. tuková tkáň (je tvořena adipocyty uchovávajícími energii) – extrakce formou liposukce;
3. krev – extrakce formou odběru krve (krev od dárce je hnána přes extrakční stroj, který odděluje kmenové buňky, zatímco jiné složky krve vrací zpět dárci).

Další možné zdroje kmenových buněk:
1. krev z pupečníkové šňůry těsně po porodu; kmenové buňky získávané s nejnižším rizikem k autogenické transplantaci (odebrané a uchované k navrácení stejnému dárci, od něhož byly odebrány);
2. tkáň amniového vaku v placentě (mají gen Oct 4 a gen nanog)[5] – (Dr. Stephen Strom, Pittsburgh);
3. bazální vrstva pokožky.

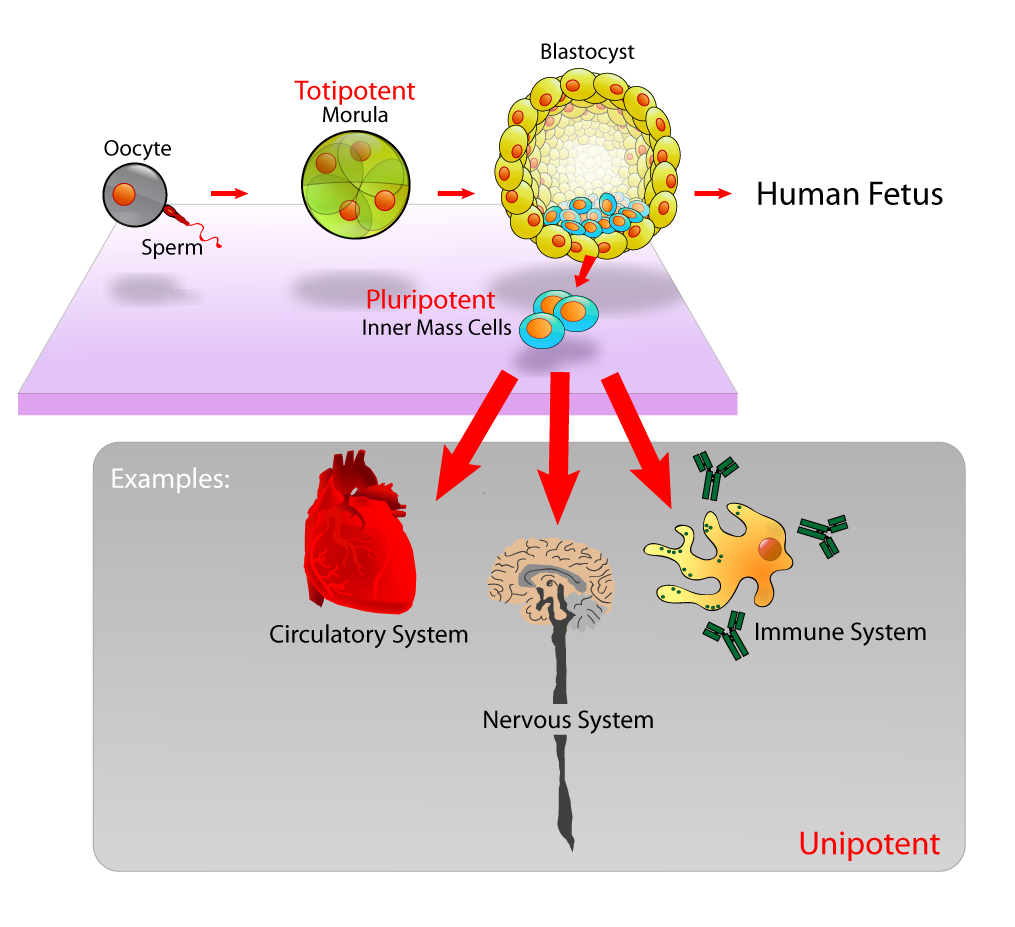
Embryonální kmenové buňky (ESC) s možností následné diferenciace v buňku se specifickou funkcí; ta již ztrácí schopnost nadále se diferenciovat

Embryonální kmenové buňky – ES buňky (embryonic stem cells, ESCs) – kmenové buňky ze zárodku starého několik dní mají schopnost diferenciovat se téměř v jakoukoli specifickou buňku těla; zdají se být optimální.

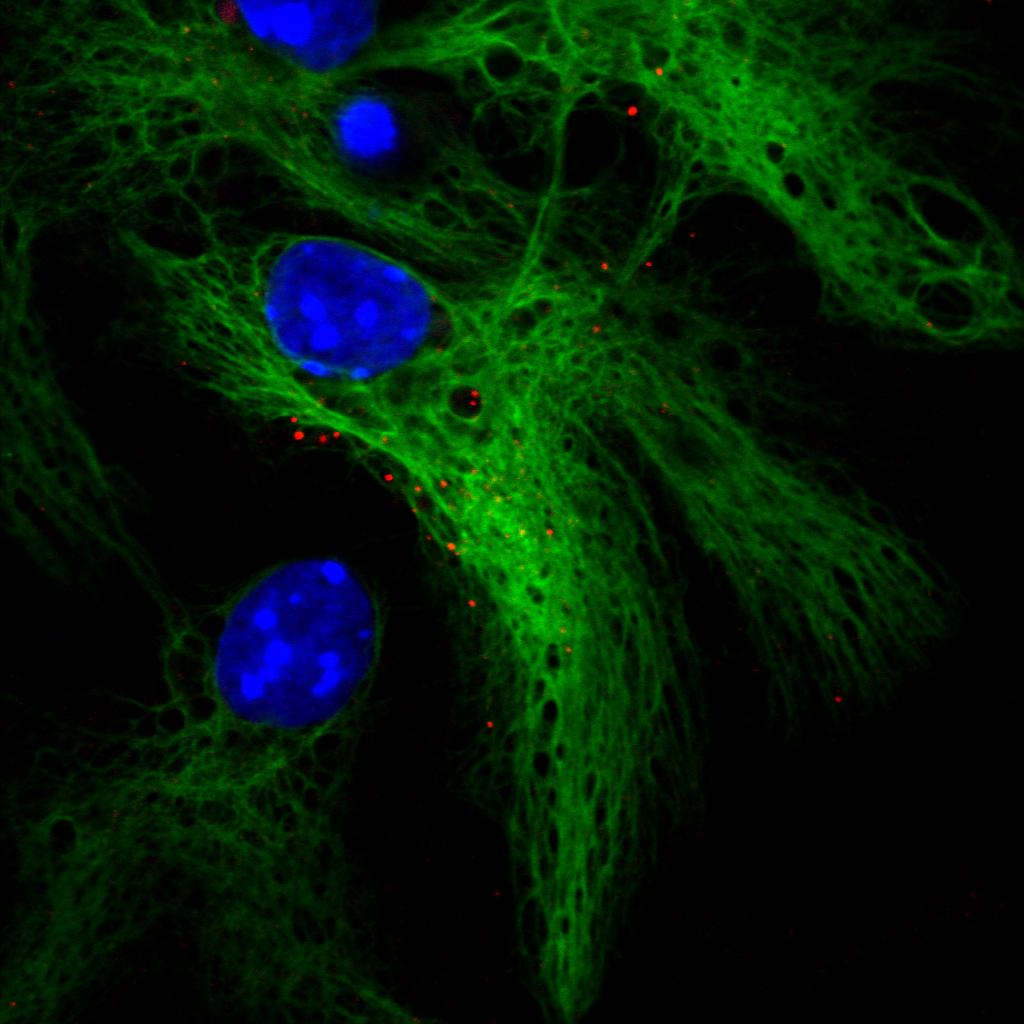
Zvýrazněné kmenové buňky (modrá) začleněné mezi nervové buňky, fungující neurony a receptory (červená) hormonu figurujícího v nervové soustavě

## Získávání
- Z nepoužitých (určených k likvidaci) několikadenních lidských zárodků (skládá se z několika desítek buněk) z klinik pro umělé oplodnění – embryo se odběrem kmenových buněk zničí, což vyvolává etické problémy. Výzkum z nadbytečných lidských embryí probíhá v mnoha státech světa včetně Česka.
- Terapeutické klonování (odběr buňky z pacienta → vložení do ženského vajíčka bez jádra → zárodek → blastocysta → z blastocysty se vyjmou kmenové buňky → kultivace kmenových buněk) – eticky spornější. Je v mnoha zemích zakázáno. V České republice se neprovádí, příslušné právní předpisy se teprve připravují. Povoleno v Jižní Koreji (a prováděno) a ve Velké Británii (přípravy na terapeutické klonování).
- Spojení embryonální kmenové buňky a normální lidské buňky. Takové buňky mají některé vlastnosti kmenových buněk, ale obsahují čtyři sady chromozómů. Informaci publikovali vědci z Harvardovy univerzity v září 2005 v časopise Science.
- Tzv. mezenchymální kmenové buňky se získávají poměrně jednoduše odběrem žádané tkáně, např. punkcí kostní dřeně nebo odběrem tukové tkáně během operace. Po rozrušení mezibuněčných vazeb se mohou kmenové buňky vytřídit v přístrojích nebo se vloží do kultivačních nádob, kde se tyto buňky známé schopností adheze poměrně snadno přichytí a kultivují, zatímco ostatní zralé buňky se odmyjí.

## Dospělé kmenové buňky
Na typ dospělých kmenových buněk je také odkazováno jako na somatické kmenové buňky (z řečtiny σωματικóς "patřící tělu"). Jejich primární funkce je udržovat a opravovat tkáně, ve kterých se nacházejí, a to v organismu mladých i starších jedinců. Pluripotentní dospělé kmenové buňky jsou všeobecně vzácné a tvoří velmi malé kolonie. Mohou být nalezeny v pupečníkové krvi nebo v dalších tkáních, jako je např. kostní dřeň. Kmenové buňky získávané z kostní dřeně se využívají při léčbě cirhózy, chronické ischemie končetin, srdečního selhání. Kmenové buňky mohou být použity k „opravě“ vnitřních škod způsobených infarktem myokardu a pravděpodobně i mozkové mrtvice. Množství kmenových buněk kostní dřeně ubývá s rostoucím věkem. V reprodukčním období bývá u mužů množství kmenových buněk přítomných v kostní dřeni větší než u žen.
Většina dospělých kmenových buněk je multipotentních a je na ně odkazováno podle jejich původu v tkáních (mezenchymální kmenové buňky, kmenové buňky oddělené z tukové tkáně, endotheliální kmenové buňky (ESCs), kmenové buňky získávané z zubní tkáně (DPSCs) a podobně). Poměrně novým typem kmenových buněk jsou buňky multi-linearní diferencované buňky vytrvávající vliv stresu. Jedná se o pluripotentní buňky nacházející se v mnoha tkáních včetně tukové tkáně a kostní dřeni, také dermálních fibroblastů. Výskyt těchto kmenových buněk (Muse cells) je vzácný a jsou jedinečné svým biochemickým vyjádřením (antigenu) SSEA-3. Vytyčujícího nediferencované kmenové buňky. Dále také zvýrazňovačem obecných mezenchymálních kmenových buněk CD105. V momentu vystavení napínání buněčné kultury, se buňky shluknou do tvaru podobnému embryonálnímu formování, jak v genových procesech, tak i samotné morfologii. To znamená vzájemnou činnost Oct4, Sox2, and Nanog.
Způsoby léčby za využití dospělých kmenových buněk již byly úspěšně praktikovány a to na leukemii a typy rakoviny související s krví a kostní tkání, přes transplantaci kostní dřeně. Dospělé kmenové buňky jsou ve veterinární medicíně využívané na léčbu poranění šlach a vazů u koní.
Poměrně kontroverzní je na rozdíl od využívání dospělých kmenových buněk, využívání embryonálních kmenových buněk. U produkce a získávání dospělých kmenových buněk není nutná destrukce embrya. Při odběrech týkajících se získávání kmenových buněk od určitého jedince, neexistuje riziko odmítnutí imunitním systémem při navrácení těchto buněk tomu samému jedinci. Ve spojení s novými poznatky je vládou USA podporované financování výzkumu dospělých kmenových buněk.

## Buňky fetální
Primitivní kmenové buňky se nachází při vývoji orgánových soustav plodu a je na ně odkazováno jako na buňky fetální, někdy jsou získávány po potratu foetu.
1. Buňky kmenové typu z foetu, jsou obecně získávány po potratu a mají vysokou míru schopnosti dělení a jsou multipotentní.
2. Z membrán zúčastňujících se vývoje plodu pochází tzv. Extraembryonální kmenové buňky fetální a jsou obecně rozpoznávány z dospělých kmenových buněk. Tyto buňky se získávají po porodu, mají také vysokou míru rozsahu dělení a jsou pluripotentní.

## Buňky amniotické
Multipotentní kmenové buňky jsou také ve velmi aktivní formě přítomné v plodové vodě. Tyto buňky expandují a rostou v množství bez znaků přítomnosti rakovinného bujení. Buňky amniotické se mohou diferencovat do linií nervových buněk, tukových tkání, kostních tkání, srdeční tkáně, jaterní tkáně, endothelia (jednovrtevnatého epitelu povrchu krevních a lymfatických cév a srdce), zatím jsou ve velkém zájmu výzkumu.
Lze získávat amniotické buňky pro dárce, či na využití autogenické transplantace a způsob odebírání kmenových buněk z plodové vody obchází etické problémy, využívání jako zdroje kmenových buněk přímo lidská embrya. V roce 2009 byla v Medfordu v USA otevřena první americká banka pro amniotické buňky od firmy Biocell Center Corporation, ta spolupracuje s několika nemocnicemi a výzkumnými středisky univerzit. Římskokatolická církev se od využívání embryonálních buněk distancovala a zakazuje využívání těchto buněk k výzkumným experimentům.

## Buněčná linie
Kmenové buňky na zajištění udržování a obnovy, podstupují dva typy buněčného dělení. Ze symetrického dělení vyvstávají dvě identické dceřiné buňky, obě s vlastnostmi původní kmenové buňky. Asymetrické dělení vytváří jen jednu kmenovou buňku a jednu buňku prekurzorovou s limitovaným potenciálem neustálé obnovy. Prekurzorová buňka může před trvalou změnou v zralou dospělou buňku, podstoupit několik procesů dělení. Pravděpodobné je, že podstata molekulární odlišnosti mezi symetrickým a asymetrickým dělením, se ukrývá v diferencovaném oddělení bílkovin buněčné membrány (jako jsou receptory) mezi dceřinými buňkami.
Alternativní teorie určuje důvod, proč kmenové buňky zůstávají nezměné, vzhledem k podmínkám okolního prostředí. Dle této teorie si kmenové buňky začnou navzájem určovat funkce, jakmile se zamezí tok signálů z okolí. Studie na Drosophila germanium identifikovala vjem (morfogen - Dpp) junctio adhaesionis, který brání diferencování kmenových buněk octomilky.

## Využití

Místa na těle, na něž by se v budoucnu mohla zaměřit léčba kmenovými buňkami

Kmenové buňky v současnosti (leden 2007) používané běžně v terapii jsou převážně tzv. hematopoetické kmenové buňky (HSC) z kostní dřeně, periferní krve a pupečníkové krve. Používají se při lymfoproliferativních onemocněních nebo vrozených imunodeficitech. V klinických studiích se využívají mezenchymální kmenové buňky z kostní dřeně nebo pupečníkové krve, dále byly vyzkoušeny embryonální kmenové buňky, dokonce se objevily studie využívající prasečí xenograft. Často se ani tak primárně nejedná o náhradu nefunkční nebo zničené tkáně, jako o to, že tyto mladé a rychle rostoucí buňky jsou schopné produkce mnoha růstových látek a jiných působků, což potenciálně může potlačit odumírání narušené tkáně a pomáhat v regeneraci. V laboratorních podmínkách jsou často chováni obojživelníci, přesněji Axolotl z důvodu specifické velmi účinné formy regenerace  .
- Doporučuje se transplantace kmenových buněk u těchto nemocí:[8]
  - akutní lymfoblastická leukémie (některé typy)
  - rakovina kostní dřeně s metastázami
  - neuroblastom (= rozvinutý nádor z centrálního a periferního nervstva)

- experimentální léčba:
  - amyloidóza
  - zánět kloubů mladistvých
  - různé rozvinuté nádory

- Předpokládá se možnost použití kmenových buněk pro léčbu člověka:
  - jakákoliv autoimunitní onemocnění se závažným průběhem
  - lymfatická leukémie
  - akutní myeloidní leukémie
  - rozvinuté nádory rakoviny prsu a děložního hrdla
  - chronická myeloidní leukémie (lymfom)
  - náhrady zubů
  - střevní záněty – m. Crohn

- ve vzdálenější budoucnosti také
  - znovuvytvoření B-buněk Langerhansových ostrůvků, které se nachází ve slinivce břišní, u lidí postižených cukrovkou
  - léčba ochrnutí po úrazu
  - léčba srdce po infarktu
  - léčba Parkinsonovy choroby, (možná i léčba Alzheimerovy choroby,amyotrofické laterální sklerózy a dalších závažných degenerativních onemocnění mozku).

- ve stadiu klinických zkoušek (USA, Německo,ČR)
  - léčba diabetu 1. typu
  - léčba dětské mozkové obrny (DMO)
  - roztroušená skleróza
  - léčba komplikací diabetu – diabetická noha
  - ruptura rotátorové manžety v Ústavu experimentální medicíny Akademie věd České republiky
  - amyotrofická laterální skleróza v Ústavu experimentální medicíny Akademie věd České republiky

- Kmenové buňky myší dokážou léčit poškozená srdce ovcí.[9]

### Právní předpisy
- Francie a Švédsko – povolen výzkum lidských embryí z potratů, platí zákaz výzkumu lidských embryí vytvářených v laboratoři.
- Itálie – platí zákaz výzkumu embryonálních kmenových buněk (a zákaz asistované reprodukce a zákaz zmrazování embryí). Schválil to na jaře 2004 italský parlament na nátlak papeže.
- Německo – povolen dovoz a výzkum lidských embryí z jiných zemí, platí zákaz vytváření lidských embryí k výzkumu.
- USA neplatí ze státních peněz výzkum na nových buňkách z lidských zárodků, které při vynětí zanikají, ale lze využívat kmenové buňky odebrané ze zárodků před r. 2001. Od té doby jsou kmenové buňky uchovávány a rozmnožovány živé v živném roztoku. V USA tedy nelze získat nové linie kmenových buněk. Významným odpůrcem výzkumu embryonálních kmenových buněk v USA byl prezident George W. Bush. Některé konzervativní náboženské skupiny věří, že omezení by měla být přísnější, zatímco někteří vědci jsou z restrikcí zklamáni. Zákon začal platit v srpnu 2001.
  - Roku 2004 bylo povoleno vytváření lidských embryí k výzkumu v Kalifornii a v New Jersey[1]
  - Barack Obama Bushův zákon 9. 3. 2009 vetoval.
  - na kmenové buňky z pupečníkové krve se nevztahují žádná právní omezení. V červnu 2011 Vatikán investoval do výzkumu dospělých kmenových buněk 1 milion dolarů.

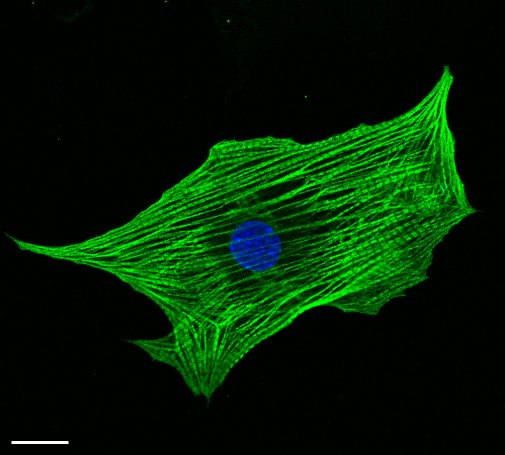
Barevně označená embryonální kmenová buňka srdeční tkáně

## Nádorové kmenové buňky
Nádorová kmenová buňka je nádorová buňka schopná intenzívního dělení, která je schopna vytvořit nádor. Existenci nádorových kmenových buněk uvnitř nádorů prokázal John E. Dick v roce 1997, který nalezl populaci nádorových buněk akutní myeloidní leukemie, jež měla na svém povrchu atypický receptor. Od té doby byly potvrzeny podobné nálezy i u dalších typů rakoviny. Pokud by se povedlo zacílit léčbu právě na tyto buňky, byl by to významný pokrok, který by zlepšil vyhlídky na přežití některým onkologickým pacientům.